# کارن کلیش
کارن کلیش (به انگلیسی: Karen Cliche) (زاده ۲۲ ژوئیهٔ ۱۹۷۶) بازیگر کانادایی است.
از فیلم‌های معروف او می‌توان به بازی در فیلم سرقت و روز شکرگزاری اشاره کرد.